# Globocalynda
Globocalynda is een geslacht van wandelende takken uit de familie Diapheromeridae. De wetenschappelijke naam van dit geslacht is voor het eerst voorgesteld door Oliver Zompro in een publicatie uit 2001. De soorten van dit geslacht komen in Zuid-Amerika voor.

## Soorten
- Globocalynda colombiae (Hebard, 1919)
- Globocalynda cornuta Hennemann & Conle, 2024
- Globocalynda cyrtocnemis (Bates, 1865)
- Globocalynda fallax (Giglio-Tos, 1898)
- Globocalynda marcapatae Hennemann & Conle, 2024
- Globocalynda nuptialis (Redtenbacher, 1908)
- Globocalynda ruficollis Hennemann & Conle, 2024
- Globocalynda simplex (Brunner von Wattenwyl, 1907)
- Globocalynda unilobata (Brunner von Wattenwyl, 1907)